# Lex (bâtiment)
 (août 2025).
Si vous disposez d'ouvrages ou d'articles de référence ou si vous connaissez des sites web de qualité traitant du thème abordé ici, merci de compléter l'article en donnant les références utiles à sa vérifiabilité et en les liant à la section « Notes et références ».
Le Lex est un bâtiment situé dans le quartier européen de Bruxelles situé rue de la Loi 145.

## Histoire
Le chantier a été entamé en 2001 et la construction en 2004, après que les anciennes bâtisses furent démolies. Il s'est achevé en 2006. Le propriétaire est la compagnie Lex 2000 qui loue le bâtiment au Conseil de l'Union européenne.

## Accès
| ___ | Ce site est desservi par les stations de métro : Maelbeek et Schuman. |